# Ring Ring (single)
Ring Ring is een single van de Zweedse popgroep ABBA uit 1973, maar oorspronkelijk uitgebracht onder de naam Björn & Benny, Agnetha & Anni-Frid en in Nederland onder de naam Björn & Benny + Anna & Frieda. Met dit nummer brak de groep door in verschillende Europese landen, waaronder Nederland en België. Ring Ring was oorspronkelijk in het Zweeds geschreven door Benny Andersson en Björn Ulvaeus samen met hun manager Stig Anderson. De Engelse vertaling werd gemaakt met hulp van Neil Sedaka en Phil Cody.

## Achtergrond
Na het succes van Björn & Benny, Agnetha & Anni-Frid (zoals de groep toen nog heette) met het nummer People Need Love in 1972 besloot hun manager dat er een LP moest worden opgenomen. Dit werd het album Ring Ring.
De twee mannen en hun manager waren uitgekozen om de Zweedse inzending van het Eurovisiesongfestival 1973 op te nemen. Na een paar dagen kwamen Andersson en Ulvaeus met de muziek van het nummer Ring Ring met als werktitel Klocklåt (Klokslag). Stig Anderson schreef er een (Zweedse) tekst bij met de bedoeling er een modern popnummer van te maken, wat in zou gaan tegen de traditionele songfestivalnummers van toen. Nadat het nummer zijn uiteindelijke titel Ring Ring kreeg, werd Neil Sedaka gevraagd een Engelse versie van de tekst te maken teneinde het liedje een meer internationale uitstraling te geven. Als studiomuzikanten werden de drummers Ola Brunkert en Roger Palm, de basgitaristen Mike Watson en Rutger Gunnarssong en gitarist Janne Schaffer ingehuurd.
Op 10 januari 1973 werd het nummer opgenomen in een studio in Stockholm. Michael B. Tretow, technicus van dienst, zorgde voor wat later de typische ABBA-sound zou worden genoemd. Tretow, die ook later nog zou meewerken aan de productie van Abba-albums, was op dat moment helemaal in de ban van producer Phil Spector. Spector stond toen bekend als de bedenker van de zgn. wall of sound, een manier van produceren waardoor liedjes grootser en voller (bombastischer) gingen klinken, alsof de zangers begeleid werden door een symfonisch orkest (muur van geluid). Spector gebruikte hiervoor verschillende muzikanten die op hetzelfde moment dezelfde instrumenten bespeelden in een opnamestudio. Aangezien dit voor Polar Music te duur was, experimenteerde Tretow door meerdere opnames van dezelfde instrumenten te maken, deze samen te voegen en zo toch (de illusie van) een orkestgeluid te creëren. Het spoor waarop de stemmen stonden, werd iets versneld, waardoor deze hoger klinken dan op de oorspronkelijke opname. De ABBA-sound was een feit.
Op 10 februari 1973 traden Björn & Benny, Agnetha & Anni-Frid met het nummer op tijdens de nationale preselectie van het Songfestival, het zgn. Melodifestivalen. Tot hun ontgoocheling eindigden ze op de derde plaats. De televisieopnames van deze voorronde zijn later door de Zweedse omroep gewist.
In de gecombineerde single/lp-lijst van Zweden genaamd Kvällstoppen stond op 10 en 17 april 1973 op hetzelfde moment de Zweedse versie Ring ring (bara du slog en signal) op nummer 1, de Engelstalige op nummer 2 en de lp op nummer 3. De titel Ring ring stond op nr. 1, 2 en 3. Na het succes van ABBA op het Eurovisiesongfestival met Waterloo, werd Ring ring (US Remix) opnieuw uitgebracht voor de Engelse en Amerikaanse platenmarkt. Ook werd er een videoclip gemaakt in juni 1974. De stemmen op deze remix laten de vocalisten horen zoals ze klonken bij de studio-opname in 1973, namelijk lager dan op de uiteindelijke single in dat jaar. Op de remix werden ook saxofoons toegevoegd.
Ring ring is opgenomen in het Engels, Zweeds, Duits en Spaans. In thuisland Zweden werd de 2e positie behaald, net als in Noorwegen en Oostenrijk. In Denemarken werd de nummer 1-positie bereikt. In Australië  werd de 3e positie bereikt, in Nieuw-Zeeland de 17e en in het Verenigd Koninkrijk de 32e positie in de UK Singles Chart.
In Nederland werd de Engelse versie op zaterdag 2 juni 1973 door de omroepen verkozen tot de 118e Troetelschijf van de week op Hilversum 3 en werd een grote hit. In zowel de Nederlandse Top 40 op Radio Veronica als de Hilversum 3 Top 30 / Daverende Dertig op de nationale publieke popzender, bereikte de plaat de 5e positie.
In België bereikte de plaat de nummer 1-positie in zowel de voorloper van de Vlaamse Ultratop 50 als de Vlaamse Radio 2 Top 30. In Wallonië werd de 17e positie bereikt.

## Hitnoteringen

### Nederlandse Top 40
| "Ring Ring" in de Nederlandse Top 40 - binnen: 23-06-1973 | "Ring Ring" in de Nederlandse Top 40 - binnen: 23-06-1973 | "Ring Ring" in de Nederlandse Top 40 - binnen: 23-06-1973 | "Ring Ring" in de Nederlandse Top 40 - binnen: 23-06-1973 | "Ring Ring" in de Nederlandse Top 40 - binnen: 23-06-1973 | "Ring Ring" in de Nederlandse Top 40 - binnen: 23-06-1973 | "Ring Ring" in de Nederlandse Top 40 - binnen: 23-06-1973 | "Ring Ring" in de Nederlandse Top 40 - binnen: 23-06-1973 | "Ring Ring" in de Nederlandse Top 40 - binnen: 23-06-1973 | "Ring Ring" in de Nederlandse Top 40 - binnen: 23-06-1973 |
| Week                                                      | 01                                                        | 02                                                        | 03                                                        | 04                                                        | 05                                                        | 06                                                        | 07                                                        | 08                                                        |                                                           |
| --------------------------------------------------------- | --------------------------------------------------------- | --------------------------------------------------------- | --------------------------------------------------------- | --------------------------------------------------------- | --------------------------------------------------------- | --------------------------------------------------------- | --------------------------------------------------------- | --------------------------------------------------------- | --------------------------------------------------------- |
| Nummer                                                    | 22                                                        | 10                                                        | 8                                                         | 5                                                         | 6                                                         | 12                                                        | 18                                                        | 31                                                        | uit                                                       |

### Hilversum 3 Top 30 / Daverende Dertig
Hilversum 3 Troetelschijf week 23. 
| "Ring Ring" in de Hilversum 3 Top 30 - binnen: 16-06-1973 | "Ring Ring" in de Hilversum 3 Top 30 - binnen: 16-06-1973 | "Ring Ring" in de Hilversum 3 Top 30 - binnen: 16-06-1973 | "Ring Ring" in de Hilversum 3 Top 30 - binnen: 16-06-1973 | "Ring Ring" in de Hilversum 3 Top 30 - binnen: 16-06-1973 | "Ring Ring" in de Hilversum 3 Top 30 - binnen: 16-06-1973 | "Ring Ring" in de Hilversum 3 Top 30 - binnen: 16-06-1973 | "Ring Ring" in de Hilversum 3 Top 30 - binnen: 16-06-1973 | "Ring Ring" in de Hilversum 3 Top 30 - binnen: 16-06-1973 | "Ring Ring" in de Hilversum 3 Top 30 - binnen: 16-06-1973 |
| Week                                                      | 01                                                        | 02                                                        | 03                                                        | 04                                                        | 05                                                        | 06                                                        | 07                                                        | 08                                                        |                                                           |
| --------------------------------------------------------- | --------------------------------------------------------- | --------------------------------------------------------- | --------------------------------------------------------- | --------------------------------------------------------- | --------------------------------------------------------- | --------------------------------------------------------- | --------------------------------------------------------- | --------------------------------------------------------- | --------------------------------------------------------- |
| Nummer                                                    | 20                                                        | 16                                                        | 8                                                         | 5                                                         | 5                                                         | 6                                                         | 11                                                        | 16                                                        | uit                                                       |

### Evergreen Top 1000
| Evergreen Top 1000 "Ring Ring" | Evergreen Top 1000 "Ring Ring" | Evergreen Top 1000 "Ring Ring" | Evergreen Top 1000 "Ring Ring" | Evergreen Top 1000 "Ring Ring" | Evergreen Top 1000 "Ring Ring" | Evergreen Top 1000 "Ring Ring" | Evergreen Top 1000 "Ring Ring" | Evergreen Top 1000 "Ring Ring" | Evergreen Top 1000 "Ring Ring" | Evergreen Top 1000 "Ring Ring" |
| Jaar                           | 2008                           | 2009                           | 2010                           | 2011                           | 2012                           | 2013                           | 2014                           | 2015                           | 2016                           | 2017                           |
| ------------------------------ | ------------------------------ | ------------------------------ | ------------------------------ | ------------------------------ | ------------------------------ | ------------------------------ | ------------------------------ | ------------------------------ | ------------------------------ | ------------------------------ |
| Positie                        | -                              | 389                            | 540                            | 532                            | 557                            | -                              | 984                            | -                              | -                              | -                              |

### NPO Radio 2 Top 2000
| Nummer met noteringen in de NPO Radio 2 Top 2000 | '01  | '02  |
| ------------------------------------------------ | ---- | ---- |
| Ring Ring                                        | 1448 | 1869 |

1. ↑  Een vetgedrukt getal geeft de hoogste notering aan.
2. ↑  2001 was het eerste jaar met een notering voor dit nummer.
3. ↑  Deze tabel is bijgewerkt tot en met de meest recente editie (2024).